# حمد العتيبي
حمد أحمد العتيبي لاعب كرة قدم سعودي.

## مسيرة اللاعب
لعب في نادي الكوكب ونادي الشرق ونادي السلمية.